# Deckung (Wirtschaft)
Unter Deckung versteht man in der Wirtschaft allgemein den Ausgleich von mindestens zwei gegensätzlichen oder korrespondierenden ökonomischen Größen oder speziell die Besicherung von Anleihen.

## Allgemeines
Deckungsfragen spielen in der Wirtschaft eine große Rolle, denn sie wirken sich auf die Stabilität oder die Sicherheit von Wirtschaftssubjekten (Privathaushalte, Unternehmen oder der Staat mit seinen Untergliederungen wie öffentliche Verwaltung oder Staatsunternehmen) oder Wirtschaftsobjekten (Forderungen/Verbindlichkeiten) aus.

## Arten

### Gelddeckung

#### Gold und Devisen
Als Gelddeckung (Notendeckung) bezeichnet man die verschiedenen Formen der Bereithaltung von Edelmetallen (Gold, Silber) oder Devisen zur Deckung des umlaufenden Geldes. Die Deckung ergab sich aus der Überlegung, dass die das Bargeld ausgebende Zentralbank dieses als Verbindlichkeiten in ihrer Bilanz ausweist, die durch entsprechendes Vermögen gedeckt sein müssten. Als Vermögen dienten zuerst Goldbestände, später Silber und dann Devisen. Mit einer Deckungsklausel glaubte man, den Geldumlauf zu begrenzen und damit mehr Währungsstabilität erreichen zu können. Das führte dazu, dass Banknoten jederzeit gegen Gold eingetauscht werden konnten (Golddeckung). Mit dieser Golddeckung begann im September 1717 das Vereinigte Königreich, als es die Goldparität mit 3.17.10 ½ Pfund Sterling (dezimal 3,89 Pfund) pro Feinunze Gold festlegte. Die Currency-Theorie ging 1809 davon aus, dass nur mit voller Golddeckung Stabilität zu gewährleisten sei, während die 1844 aufkommende Banking-Theorie eine Anpassung des Geldumlaufs an die Geldnachfrage für notwendig hielt.
In Deutschland wurde durch das Gesetz vom Dezember 1871 mit der Reichsgoldmünze der Goldgehalt der neuen gemeinsamen Währung „Mark“ festgelegt und diese Währung durch das Münzgesetz vom Juli 1873 auf alle Landeswährungen angewendet. Dabei galt das Proportionalsystem mit Dritteldeckung, wonach die Notenbank einen Goldvorrat halten musste, dessen Wert einem Drittel der umlaufenden Geldmenge (Münzen und Banknoten) entsprach. Das Bankgesetz vom August 1924 sah eine Bardeckung von 40 % vor (davon mindestens 75 % Gold, der Rest Devisen), für die restlichen 60 % gab es eine Deckung durch Wechsel.
Mit dem Bretton-Woods-System vom Juli 1944 legten die Zentralbanken neben Goldreserven auch Währungsreserven von in Gold konvertierbaren Währungen an (Golddevisenstandard). Die Aufhebung der absoluten Goldbindung des US-Dollars durch US-Präsident Richard Nixon am 15. August 1971 gilt als Datum für den endgültigen Zusammenbruch des Bretton-Woods-Systems. Schließlich empfahl im Januar 1976 der Internationale Währungsfonds seinen Mitgliedern mit der Aufhebung der Goldbindung der Währungen, dem Gold jede währungspolitische Rolle zu nehmen. Nach wie vor unterhalten viele Staaten Goldreserven, eine bestimmte Golddeckung der Währung ist aber hiermit nicht mehr verbunden.

#### Rohöl
Venezuela versprach 2018, bei der Einführung der staatlichen „Kryptowährung“ Petro, eine Gelddeckung durch Rohöl, um das Vertrauen der Marktteilnehmer in den Petro zu fördern. Das Öl Venezuelas war zu diesem Zeitpunkt jedoch auf Jahre hinaus schon mehrfach verpfändet.

### Bilanz
Die Bilanz lässt sich als Deckungsrechnung interpretieren, denn sie zeigt, wie das Eigen- oder Fremdkapital der Passivseite durch entsprechende Vermögensgegenstände auf der Aktivseite gedeckt sind. Für Gläubiger ist von Bedeutung, dass ihre Forderungen jederzeit notfalls durch Veräußerung entsprechender Vermögensgegenstände zurückgezahlt werden können, so dass sie keinen Forderungsverlust erleiden müssen. Als betriebswirtschaftliche Kennzahl steht hierfür beispielsweise die Anlagendeckung zur Verfügung.

### Anleihen

#### Allgemeines
Alle Anleihearten (Unternehmensanleihen, Bankanleihen, Pfandbriefe, Staatsanleihen, Kommunalanleihen, Kommunalobligationen) sind Schuldtitel, die für den Anleiheinhaber (Anleger) ein Kreditrisiko darstellen. Der Emittent als Schuldner der Anleihen mit schwacher Bonität kann dieses spezifische Emittentenrisiko vermindern, wenn er in den Anleihebedingungen einer Anleihe deren Besicherung vorsieht (englisch covered bonds) oder auch nicht (englisch uncovered bonds). Zudem gibt es für den Anleger die nachträgliche Möglichkeit des Hedging durch Credit Default Swaps.

#### Besicherungsarten
Anleihen können nach Art und Umfang der Besicherung unterschieden werden:
- Unternehmensanleihen, Bankanleihen und Staatsanleihen sind im Regelfall unbesichert. Bankanleihen dürfen zu keiner Zeit aus dem Vermögen des emittierenden Kreditinstituts besichert werden. Sie können jedoch der – institutsübergreifenden – Einlagensicherung unterliegen.
- Pfandbriefe sind durch Grundpfandrechte auf Grundstücken und grundstücksgleichen Rechten (Hypothekenpfandbriefe) oder Forderungen an die öffentliche Hand (Kommunalkredite: öffentliche Pfandbriefe, früher Kommunalobligationen) besichert und unterliegen den strengen Anforderungen des Pfandbriefgesetzes (PfandBG).
  - Schiffspfandbriefe und Flugzeugpfandbriefe sind durch Hypotheken auf Schiffe bzw. Flugzeuge besichert und stellen eine Sonderform des Pfandbriefs dar.
- Hypothekenanleihen sind ebenfalls durch Grund und Boden besichert, unterliegen jedoch nicht den strengen Anforderungen des Pfandbriefgesetzes.
- Covered Bonds ähneln ebenfalls den Pfandbriefen.
- Brady Bonds stellen eine Besonderheit der Besicherung dar. Diese Staatsanleihen von Schwellenländern werden durch Nullkuponanleihen von Emittenten hoher Bonität besichert.
- Forderungsbesicherte Wertpapiere (englisch asset-backed securities, ABS): Hier bestehen die Zahlungsansprüche gegen eine ausschließlich dem Zweck der Transaktion des forderungsbesicherten Wertpapiers dienende Zweckgesellschaft (englisch special purpose vehicle). Die Zahlungsansprüche werden durch ein Portfolio von Forderungen (englisch assets) gedeckt.
- Katastrophenanleihen: Mit dieser Spezialform von Anleihen können Versicherungsunternehmen das Risiko von Naturkatastrophen auf Kapitalmärkten verkaufen. Ähnlich wie bei forderungsbesicherten Wertpapieren wird eine Zweckgesellschaft gegründet, die ihr Kapital in ausfallrisikofreie Anleihen investiert. Bleibt die Naturkatastrophe aus, erhalten die Anleger vertragsgemäßen Schuldendienst. Tritt die Naturkatastrophe dagegen ein, wird zuerst der Schaden der Versicherungsgesellschaft beglichen.

Staatsanleihen – etwa Bundesanleihen – sind unbesicherte Anleihen, weil Gebietskörperschaften in Deutschland nicht insolvenzfähig sind. Bei ausländischen Staatsanleihen ist dies nicht der Fall. Die oft übliche Negativerklärung durch den Emittenten ist keine Besicherung, sondern verpflichtet ihn lediglich, bei künftigen Anleihen ebenfalls keine Besicherung vorzunehmen.
Bei stets gesicherten Pfandbriefen bedeutet die gesetzlich geforderte Deckungskongruenz, dass der jeweilige Gesamtbetrag der im Umlauf befindlichen Pfandbriefe einer Gattung auch in Höhe des Nennwertes jederzeit durch Grundpfandrechte von mindestens gleicher Höhe gedeckt sein muss (§ 4 Abs. 2 PfandBG). Dies wird durch einen Treuhänder überwacht (§ 8 PfandBG).
Grundlage der UK covered bonds ist die Regulated Covered Bonds Regulation aus dem Jahre 2008.
Credit Enhancements stellen eine besondere Anleihedeckung im Rahmen von Verbriefungen dar. Diese werden vor allem bei forderungsbesicherten Wertpapieren oder besicherten Geldmarktpapieren zur Verbesserung des Emittentenrisikos und des Ratings der Ratingagenturen von Zweckgesellschaften oder Conduits bei deren Portfolios vorgenommen.

#### Risiko unbesicherter Anleihen
In den USA und Kanada hingegen sind Gemeinden (englisch municipalities) bei Zahlungsunfähigkeit (englisch default) insolvenzfähig gemäß der Sonderregelung des Chapter 9 United States Bankruptcy Code. Anleihen sind dort oft mit einem Anleiheversprechen (englisch bond pledge) versehen, wobei der „pledge“ hierbei jedoch nicht als Pfandrecht übersetzt werden kann. Vielmehr handelt es sich um Covenants, die den Anleiheschuldner lediglich verpflichten, bestimmte Schuldenkennzahlen einzuhalten. Spezielle Anleiheversicherer (englisch monoliner) bieten eine echte Besicherung von Anleihen durch Ausfallgarantien an. In den USA sind kommunale Insolvenzen möglich und vorgekommen, so dass die Besicherung von Anleihen staatlicher Emittenten ein bedeutsames Thema darstellt. Zu bedenken ist jedoch, dass Anleiheversicherer ein eigenständiges Adressausfallrisiko darstellen und selbst insolvenzfähig sind.
In der Praxis zeigen auch die Argentinien-Krise und die Griechenlandkrise mit ihrem teilweisen Schuldenerlass, dass unbesicherte Staatsanleihen ein hohes Kreditrisiko darstellen können. Ebenso hatte sich die Sowjetunion als Rechtsnachfolgerin des zaristischen Russland geweigert, Anleihen aus dieser Zeit zu bedienen. Das führte dazu, dass die Sowjetunion lange Zeit keine Kreditwürdigkeit besaß.

#### Besicherung und Rating
Besicherte Anleihen erhalten von den Ratingagenturen ein spezifisches Emissionsrating, so dass sie einer besseren Risikoklasse zugeordnet werden können als unbesicherte Anleihen.

## Sonstige Deckungsfälle

### Bankwesen
Allgemein wird im Zahlungsverkehr auch von Deckung (Kontodeckung) gesprochen, wenn einem ausgestellten Scheck, Wechsel oder einer Lastschrift aus Kontobelastung ausreichende Geldmittel auf dem zu belastenden Girokonto gegenüberstehen. Das einen Auslandszahlungsauftrag entgegennehmende Kreditinstitut muss seiner Korrespondenzbank – der Bankverbindung des Zahlungsempfängers – einen Gegenwert für die Zahlung zur Verfügung stellen. Dieser Gegenwert heißt Deckungsanschaffung. Ein Importakkreditiv kann durch Anschaffung des Gegenwerts durch den Importeur eröffnet werden (Deckungsanschaffung), ohne seine Deckungsanschaffung liegt ein Akkreditivkredit durch die Bank vor. Als Deckungsgeschäfte bezeichnet man im Börsenwesen auch die Eindeckung von Leerverkäufen, um diese am Fälligkeitstag erfüllen zu können.
Als „gedeckte Einlagen“ gelten im Rahmen der Einlagensicherung diejenigen Einlagen, die vom gesetzlichen Einlagensicherungssystem erfasst sind und je Einleger und je Kreditinstitut die erstattungsfähige Deckungssumme von bis zu 100.000 € nicht übersteigen (§ 2 Abs. 5 EinSiG).

### Versicherungswesen
Im Versicherungswesen wird von Indeckungnahme gesprochen, wenn eine Versicherung ein bestimmtes Risiko durch Versicherungsvertrag absichert (§ 49 Abs. 1 VVG). Sie muss dann in ihrer Bilanz eine Deckungsrückstellung bilden, die den handelsrechtlich anzusetzenden Wert der Schuld der Versicherung aufgrund der übernommenen Verpflichtungen aus einem Versicherungsvertrag darstellt. Das von der Versicherung hierfür aufgebaute Sicherungsvermögen (früher „Deckungsstock“ genannt) dient dazu, die Ansprüche der Versicherungsnehmer im Insolvenzfall zu sichern. Die Versicherungssumme heißt in der Schadenversicherung „Deckungssumme“. Eine Rückdeckungsversicherung ist die von einem Arbeitgeber als Versicherungsnehmer, Beitragszahler und Bezugsberechtigter bei einem Lebensversicherungsunternehmen abgeschlossene Versicherung, mit der er eine Risikoüberwälzung für die Erfüllung seiner Pensionszusage auf Leistungen der betrieblichen Altersversorgung seines Arbeitnehmers als versicherte Person erreichen kann.

### Sonstige
Die Kostendeckung und das Kostendeckungsprinzip sind in der Betriebswirtschaftslehre wichtige Ziele oder Grundsätze im Rahmen des Kostenmanagements. Die kongruente Deckung und inkongruente Deckung sind eine Rechtsfrage der Insolvenzanfechtung.